# Phycosoma menustya
Espèce
Synonymes
- Dipoena menustya Roberts, 1983

Statut de conservation UICN

 EN B2ab(iii) : En danger
Phycosoma menustya est une espèce d'araignées aranéomorphes de la famille des Theridiidae.

## Distribution
Cette espèce est endémique des Seychelles. Elle se rencontre sur Aldabra et Marianne.

## Publication originale
- Roberts, 1983 : Gli aracnidi della laguna di Venezia. II Nota. Bollettino della Sociétà Veneziana di Storia Naturale e del Museo Civico di Storia Naturale, Venezia, vol. 5, p. 114-140.